# Pixinguinha
Alfredo da Rocha Viana Filho, conegut com a Pixinguinha [piʃĩˈɡiɲa], fou un instrumentista virtuós amb la flauta i el saxòfon, compositor, arranjador, líder de bandes, director d'orquestres i mestre brasiler. És considerat un dels majors compositors de música popular i un dels fundadors de la samba. La seva obra va ser fonamental perquè el xoro es desenvolupés com gènere musical independent. Va esdevenir un referent per a molts compositors posteriors. Va integrar els xoros del segle xix amb harmonies jazzístiques contemporànies, ritmes afrobrasilers i tradicions europees, i així va crear arranjaments sofisticats. Amb les seves composicions famoses va obrir el xoro a una nova audiència i contribuir a popularitzar el gènere.
Va ser pioner en la projecció internacional de la música, un aspecte fonamental de la cultura del Brasil, durant una estada a París –aleshores centre divulgador de noves tendències a Europa– i per les gires per Sud-amèrica. Va ser un dels primers músics brasilers en treure partit de les —aleshores noves— tecnologies d'emissió radiofònica i enregistrament. La seva activitat docent, tot i que no pas des de púlpits, és immesurable. Molts músics, dels més reconeguts de l'escena brasilera, se'n consideren deixebles. Va contribuir a modificar l'actitud racista d'una part de les classes benestants blanques.

Ary Vasconcelos, periodista, crític i musicòleg brasiler, diu: 
| « | Si tens quinze volums per parlar de tota la música popular brasilera, segur que és poc; però, si només disposes de l'espai d'una paraula, tot no està perdut: escriu d'un tret: ‘Pixinguinha’. | » |

## Biografia
Segons un testimoni que va donar el 1966 a petició del Museo da Imagem e do Som: 
| « | "El meu nom complet és Alfredo da Rocha Vianna. Vaig néixer el 23 d'abril de 1898, al barri de Piedade, el carrer no el sé precisar; per al meu germà Léo va ser a la Rua Alfredo Reis, més, per a João da Baiana i en Donga, va ser a la Rua Gomes Serpa, el número de la casa ningú ho sap del cert; així consta al registre de baptisme fet a l'Església de Santana. El pare es deia Alfredo da Rocha Vianna i la mare Raimunda da Rocha Vianna. El meu germà Léo deia que el seu nom era Raimunda Maria Vianna. | » |

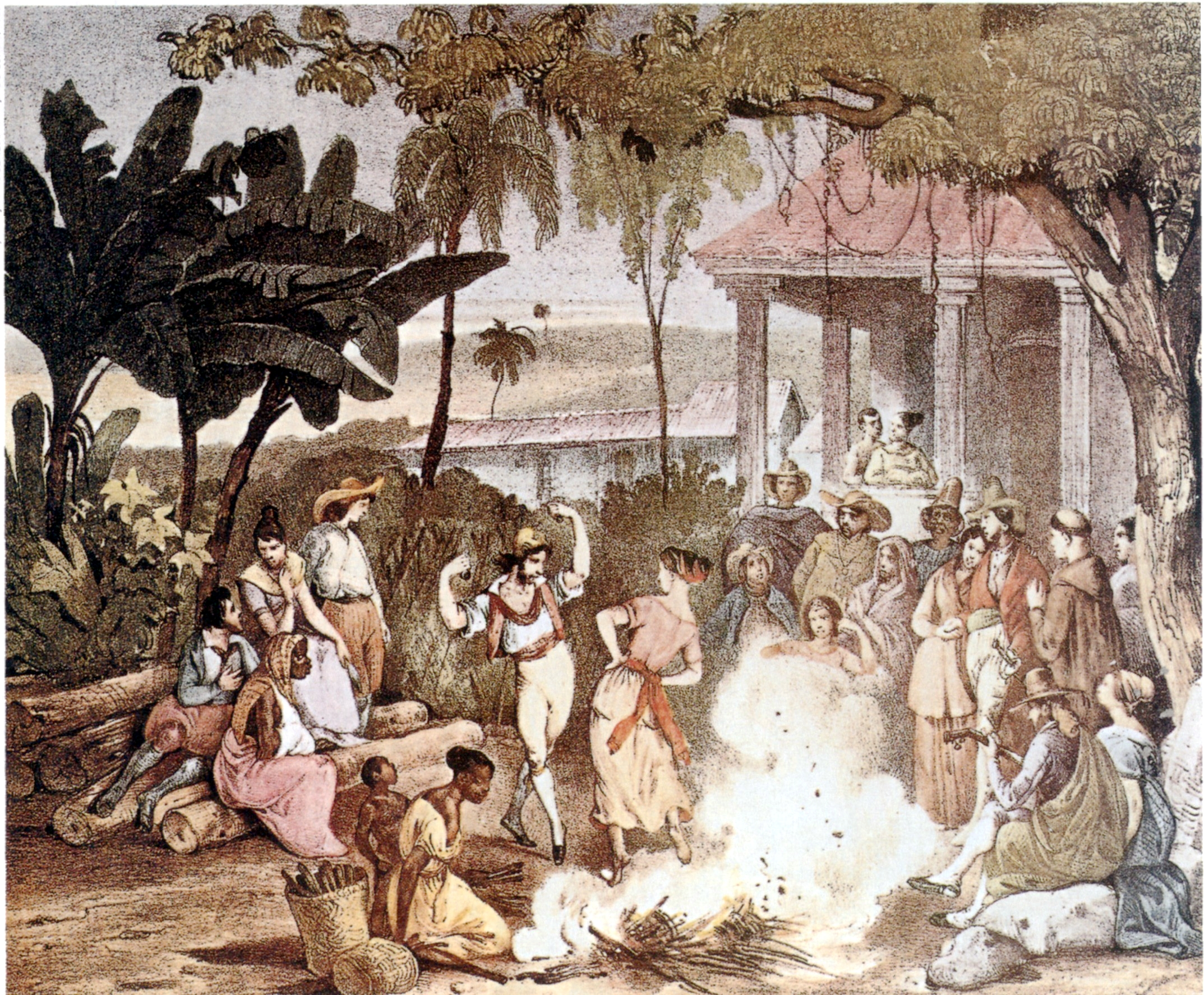
Ball lundu en el Brasil Colonial de 1835

Malgrat això, segons consta al registre parroquial nasqué, això sí, el 1887 el dia de sant Jordi o, potser millor dit, el dia d'Ogum, l'orixà, un semidéu africà del ferro, el foc, la guerra, la tecnologia i la supervivència en la mitologia yoruba. Era fill del músic Alfredo da Rocha Viana, funcionari de telègrafs i flautista, que posseïa una extensa col·lecció de partitures antigues i modernes. Solia acollir a can seva reunions musicals en les quals participaven grans músics del moment com ara Irineu de Almeida, Candinho Tombone, Viriato, Neco, Quincas Laranjeiras, fins i tot Heitor Villa-Lobos. Alfredo va créixer escoltant els lundu –ritme creat per afrobrasilers d'origen bantú–, polques i valsos que, amb els seus ritmes i melodies, el van apassionar i influir. Segons declarà Pixinguinha: «Meu pai não era grande flautista, mas adorava tocar o instrumento». El 1969, deia en una filmació: 
| « | Vaig començar amb catorze anys, no, catorze no, als onze anys jo tocava el meu cavaquinho […] El meu pare no era un gran flautista, però li agradava el xoro i reunia a casa meva grans figures, […] Quan arribaven les vuit del vespre el pare em deia: "Menino, vai dormir"; jo marxava però no a dormir, em quedava amagat escoltant-los. M'agradava molt. De vegades tocava amb la flauta alguns xorinyos que eren fàcils i el meu professor Irineu de Almeida, que vivia a casa nostra, deia: "Este menino promete". | » |

Segons Sérgio Cabral, l'àvia Edwiges, africana de naixement li deia Pizinguim («petit ximplet») encara que una altra lectura és Pizindim («nen bo»), mentre que altres apunten que seria la seva cosina Eurídice qui l'hagués anomenat Pizinguim. D'altra banda, els companys l'anomenaven Bexinguinha, i després Pexiguinha, a causa de les marques que li havien deixat una beixiga (verola); de tots dos renoms se'n formà el definitiu. De criatura, donades les mudances, va passar per tres escoles: la del professor Bernardes, on freqüentaven els càstigs amb el regle, després al Liceo Santa Tereza, on es feu popular entre la canalla del barri i, més tard, al Monastero de São Bento, on va aconseguir fer-se sagristà.
El 1926, mentre dirigia l'orquestra del Teatro Rialto, va conèixer Albertina Nunes Pereira, corista de la Companhia Negra de Revistas, que actuava al mateix local amb el nom artístic de Jandira Aimoré. Pixinguinha va acceptar marxar a São Paulo per motiu d'un treball però aviat va tornar al Rialto, potser perquè la feina no va tenir gaire èxit o potser, més probablement, pel record de Betí, com ell anomenava Albertina. El 5 de gener de 1927 es van casar al barri de Brás. La parella va continuar treballant en una gira per l'interior de São Paulo i Minas Gerais però, en tornar a Rio, Albertina va decidir deixar les actuacions i dedicar-se únicament a la feina de mestressa de casa. Van viure a la Rua Belarmino Barreto –avui Rua Pixinguinha– de Rio de Janeiro. El 1935 van adoptar un nen, Alfredinho.
A mitjans dels anys 1950, amb noves tendències musicals, Pixinguinha va apartar-se de l'escena professional i només va donar actuacions esporàdicament. Malgrat això, la seva fama no va caure en l'oblit. Començant pels Festivais da Velha Guarda –grans esdeveniments musicals iniciats l'any de la seva retirada, organitzats per Almirante i dels quals ell en fou l'ànima– van ser nombrosos els tributs i homenatges que se li dedicaren.
L'any 1972 va morir la seva esposa, fet que va deixar-lo profundament abaltit. El mateix any va començar a rebre una pensió de l'Estat que el va ajudar a refer-se dels seus problemes econòmics. Pixinguinha troba la mort per problemes cardíacs el 1973 a l'església de Nossa Senhora da Paz, a Ipanema, mentre feia de padrí en un bateig. Va ser sebollit al cementiri d'Inhaúma.

## Context històric i musical
Tipus populars de Rio de Janeiro

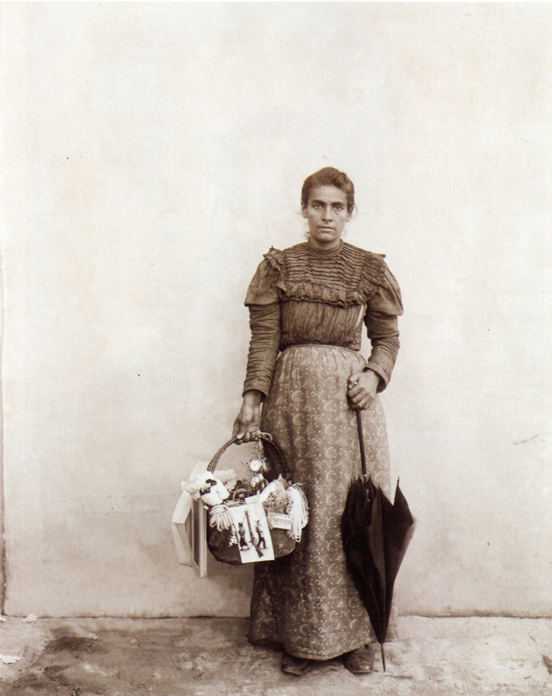
Venedora ambulant, 1895.
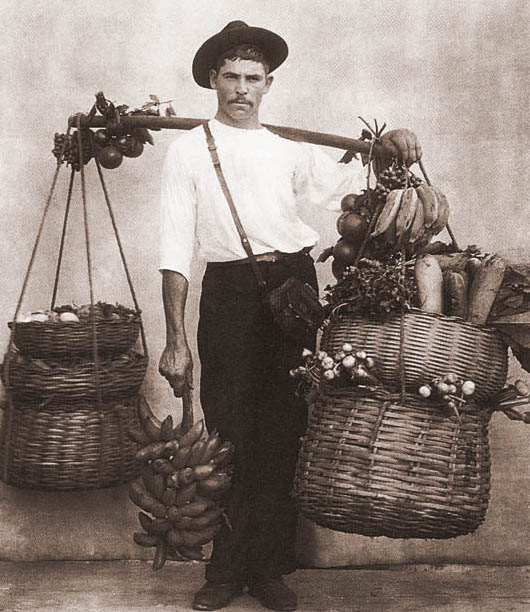
Venedor ambulant de fruites, 1895.
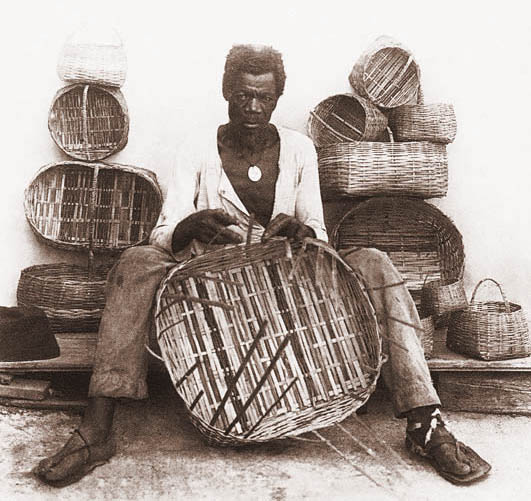
Cisteller, finals s. XIX
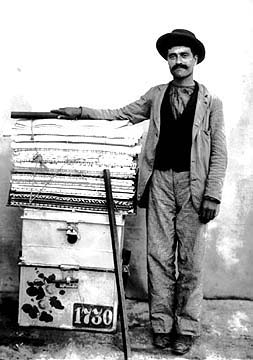
Venedor ambulant de teixits, 1895.

El 13 de maig de 1888, vint-i-cinc anys després de l'abolició de l'esclavisme als Estats Units, la princesa Isabel del Brasil, en absència del rei, va signar la Llei Àuria, que alliberava tots els esclaus sense cap compensació econòmica als seus propietaris. Pixinguinha, nascut deu anys més tard, experimentaria la discriminació, tant a nivell professional com en la seva vida privada.
Els portuguesos havien portat al Brasil instruments i estils musicals europeus. Els músics brasilers adaptaven els ritmes de les seves percussions a aquests estils que interpretaven amb pianos, flautes, guitarres espanyoles, violins. Durant la segona meitat del segle xix, la música popular es va individualitzar. A finals del segle les classes humils van portar els ritmes africans a les ciutats. A les favelesdels turons que envolten Rio, músics amb pocs recursos construeixen nous instruments, alguns de tradició africana o indígena, especialment de percussió: paelles, llaunes plenes de sorra o pedres, cuiques, tamborins i atabaques, sovint fets amb pells de gat. Pels volts del 1875, el terme xoro s'aplicava a petites formacions musicals amb un solista que interpretaven temes populars a l'aire lliure.

## Recorregut professional

### Joventut

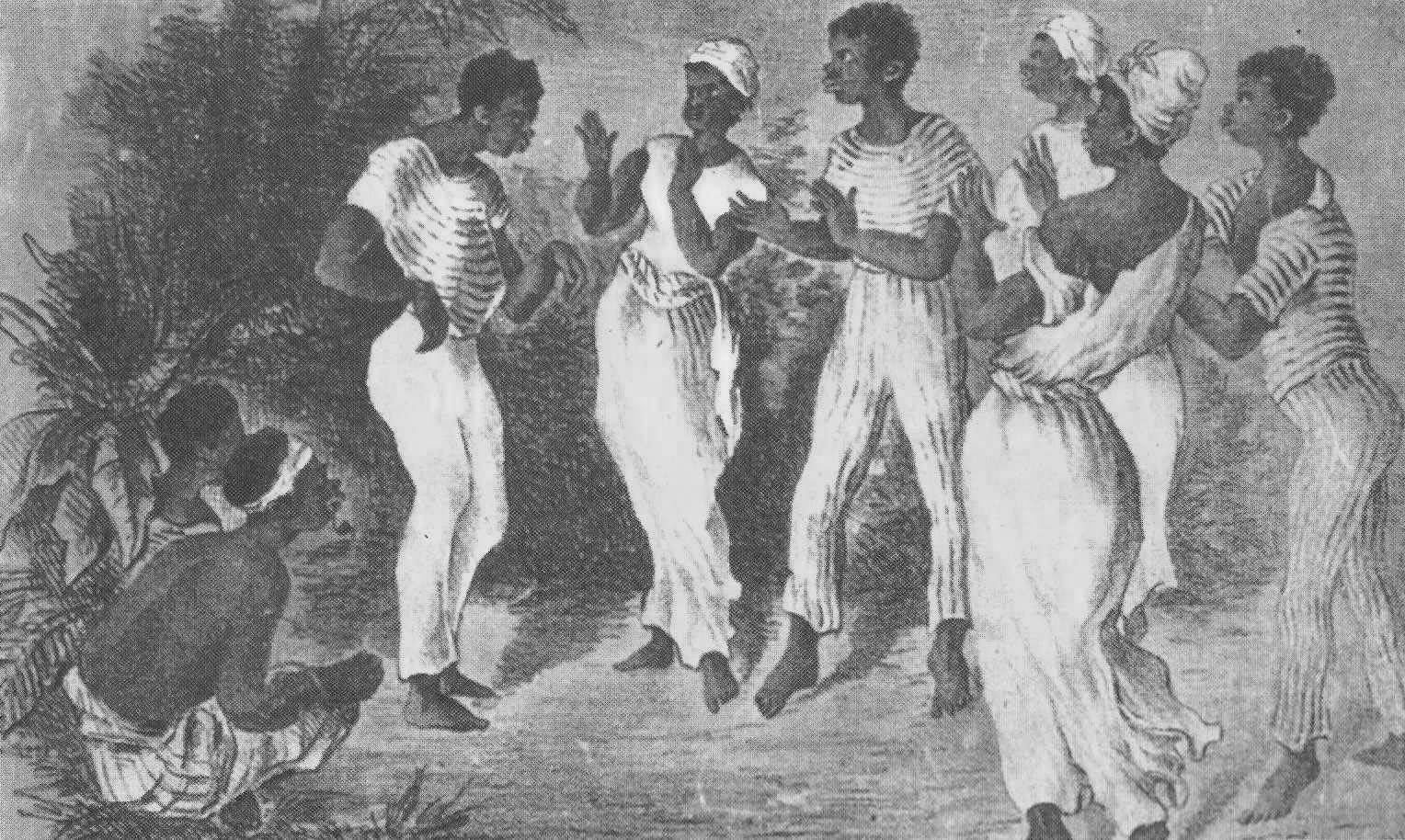
Dansa Batuque. Costums de Rio de Janeiro, 1835.

Pixinguinha, amb dotze anys, va aprendre a casa a tocar, primer el cavaquinho i més endavant la flauta, amb alguns dels seus catorze germans, ja músics, entre els quals Otàvio «China» –que tocava les guitarres de sis i de set cordes, el banjo i cantava–, Henrique i Leo –intèrprets de cavaquinho i guitarra–, Edith –pianista– i Hermengarda, a la qual el pare prohibí actuar com a cantant professional. Sembla que fou Henrique qui l'hi va posar un cavaquinho a les mans i li ensenyà a fer «um dó maior e um sol maior». Aviat acompanyava el seu pare en actuacions tocant el cavaquinho. La família es va mudar al carrer Vista Alegre, en el barri de Catumbi, on César Borges Leitão, un col·lega de feina del pare i veí de Catumbi, s'avingué a ensenyar teoria musical a Pixinguinha i alguns germans, malgrat que el professor en sabia poca cosa més que els alumnes, fins que Pixinguinha en sabé tant com el mestre. Volia tocar el requint –una mena de clarinet– però, en haver dues flautes a casa, el pare li va suggerir practicar aquest instrument.
La família va tornar a canviar de casa cap a un gran casal, amb vuit habitacions i quatre sales, conegut com a Pensão Viana, donada la virtut del pare de recollir-hi amics amb dificultats econòmiques o morals. Quan el músic carioca Irineu d'Almeida (1873-1913), conegut com a Irineu Batina pel llarg vestit que duia, es va mudar a Rio on va estar-sé a Pensão Viana, on fou rebut amb una gran festa. Pixinguinha ja posseïa la magnífica flauta, que havia costat 600.000 reals, una quantitat considerable; el seu virtuosisme havia fet que son pare n'importés una d'argent d'Itàlia de la marca Balacina Biloro, la més apreciada del moment.

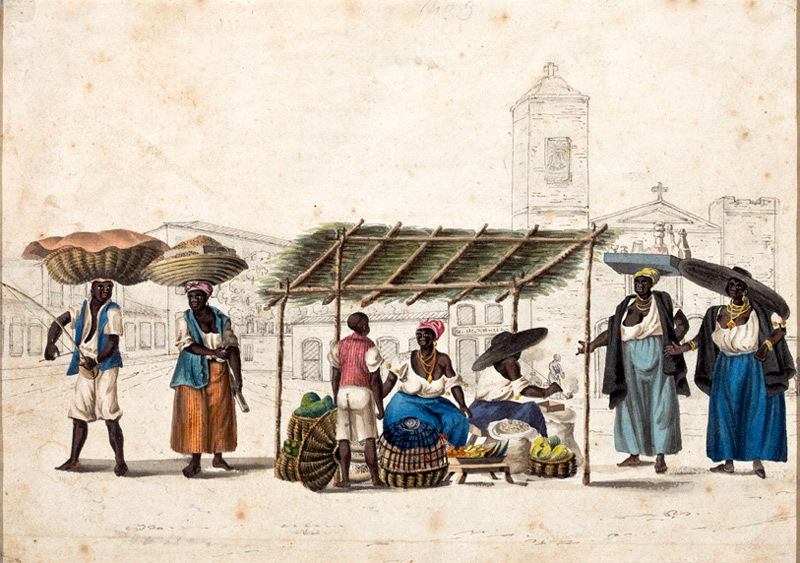
Venedores de fruita a Lapa, c. 1820. Dos personatges interpreten sengles instruments

Irineu Batina es va dedicar a ensenyar al jove Pixinguinha que, amb onze o dotze anys, o bé el 1911, va compondre la seva primera peça, el xoro Lata de leite, inspirada en els xoristes que, després de les nits de gresca o feina, es bevien la llet fresca deixada als portals quan tornaven cap a casa. Batina, director d'harmonia de la Sociedade Dançante e Carnavalesca Filhas de Jandira, va introduir-lo en l'orquestra el 1911, amb la qual realitzà les seves primeres actuacions professionals. El mateix any, integrant el conjunt Choro Carioca –amb ell a la flauta, els seus germans Otávio, China i Léo a la guitarra i un cavaquinhista dirigits per Irineu– va fer el primer enregistrament, per a Favorite Records, entre altres la polca Nhonhô em sarilho de Guilherme Cantalice. El mateix any van enregistrar les polques Nininha, Dainéia d'Irineu d'Almeida i São João debaixo d'água i Isto não é vida anònims, i el xote Salve de Batina.
Als quinze anys, encara amb pantalons curts, el germà China i uns amics el van portar a la cerveseria La Concha, de Lapa –barri de Rio de Janeiro famós per la seva arquitectura i per haver estat bressol de la bohèmia carioca–, on va tocar. Hi va interpretar algunes peces amb tant èxit, que la direcció va contractar-lo com a flautista de l'orquestra de Pádua Machado, que treballava al local. Allà Pixinguinha va fer coneixença, entre d'altres, de Bonfiglio de Oliveira, intèrpret d'instruments de vent amb pistons. Hi tocava entre les vuit del vespre i mitjanit i cobrava sis mil reals. A partir d'aquest moment podia viure dels seus honoraris. El 1912 va ser contractat com a director d'harmonia pel grup Paladinos Japoneses i com a flautista amb el Trio Suburbano.

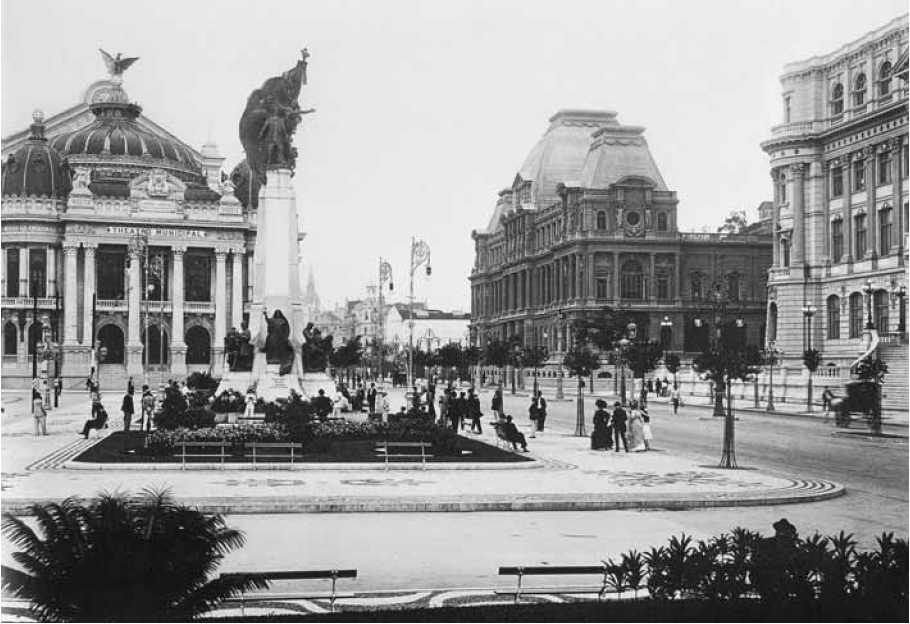
Avinguda Central, Rio de Janeiro, 1912.

Més tard, gràcies al guitarrista Arthur Nascimento dit «Tute», va presentar-se al mestre Paulino Sacramento, director de l'orquestra del cinema-teatre Rio Branco: aleshores les pel·lícules mudes generalment s'acompanyaven amb música en viu, anomenada ragtime. En principi, Auler, un dels empresaris del teatre, va ser reticent a contractar-lo donada la seva joventut però va canviar d'opinió en escoltar la seva virtuositat. Va debutar amb l'obra Chegou Neves amb un dels millors elencs de l'època; en un dels números de l'actuació interpretava un xoro com a solista i la seva família, amics del barri i col·legues músics s'esvalotaven en escoltar-lo i el van celebrar corejant el seu renom «Carne Assada», que li venia de quan de criatura, durant una festa a casa seva va desaparéixer fins que el trobaren en un racó menjant-ne un tros. Al teatre-cinema on tocava, un diumenge quan era malalt va ser substituït per un altre intèrpret que, mancat de talent, va provocar l'escridassada del públic. Als anys següents va continuar a cinemes, rachos carnavalescos, casas noturnas i teatres de revista.

### Col·lecta de músiques

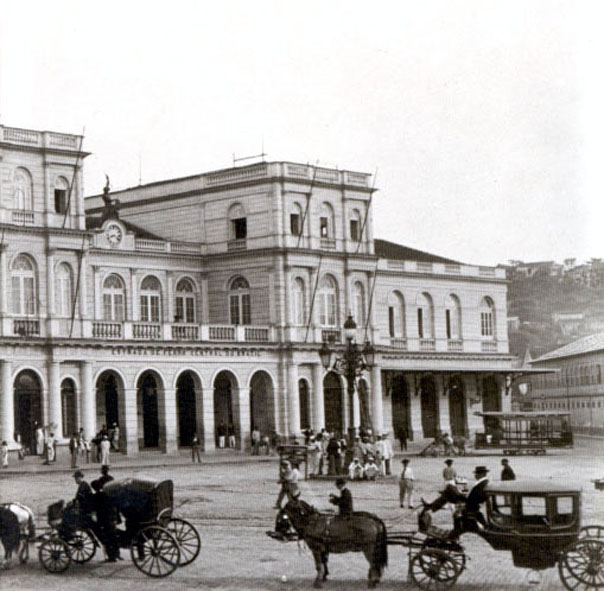
Estació ferroviària de Rio de Janeiro, 1899.

El 1913, Arnaldo Guinle –un dels brasilers més rics del moment– va decidir esponsoritzar un inventari de la música tradicional del nord-est del Brasil i va enconomenar la recerca a João Pernambuco, Ernesto dos Santos «Donga» –tots dos compositors i guitarristes– i Pixinguinha, que van anar cap a Recife. Entre el 1919 i 1921, Guinle va financiar una altra campanya per augmentar els resultats de la primera amb els mateixos músics que, aquesta vegada, a més de a Recife també van instal·lar-se a Salvador de Bahia, Curitiba, Belo Horizonte i São Paulo. Pernambuco, amb els seus contactes personals i els coneixements musicals necessaris, era l'ànima del projecte. Aquesta empresa, en un moment d'exaltació del nacionalisme brasiler, va contribuir fer popular la música tradicional entre l'alta societat brasilera.

### De Caxangá a Os Oito Batutas
Amb disset anys, durant el carnaval del 1913, João Pernambuco va formar el Grupo de Caxangá amb Pixinguinha, el seu germà China, Donga i altres músics destacats de l'escena brasilera, amb alguns dels quals Pixinguinha ja havia tocat a la casa de la seva tia Ciata. La inspiració del conjunt eren les tradicions dels estats del nord-est del Brasil, tant pel que fa al repertori com per la indumentària, i prenien sengles àlies camperols, João Pernambuco «Guajurema», Pixinguinha «Chico Dunga»... El mateix any va enregistrar pel segell Phonix, amb el Grupo Carioca, les polques Gurá i Roseclair de Bonfíglio de Oliveira, i les seves primeres composicions Carne assada i Não tem nome. Al carnaval del 1914, el tema Cabocla de Caxangà va ser un èxit. Uns mesos després, va ser publicat per la casa editora Carlos Wehrs el seu primer èxit com a compositor, el tango Dominante, que l'any següent va ser enregistrat com a polca per la discogràfica Odeon.

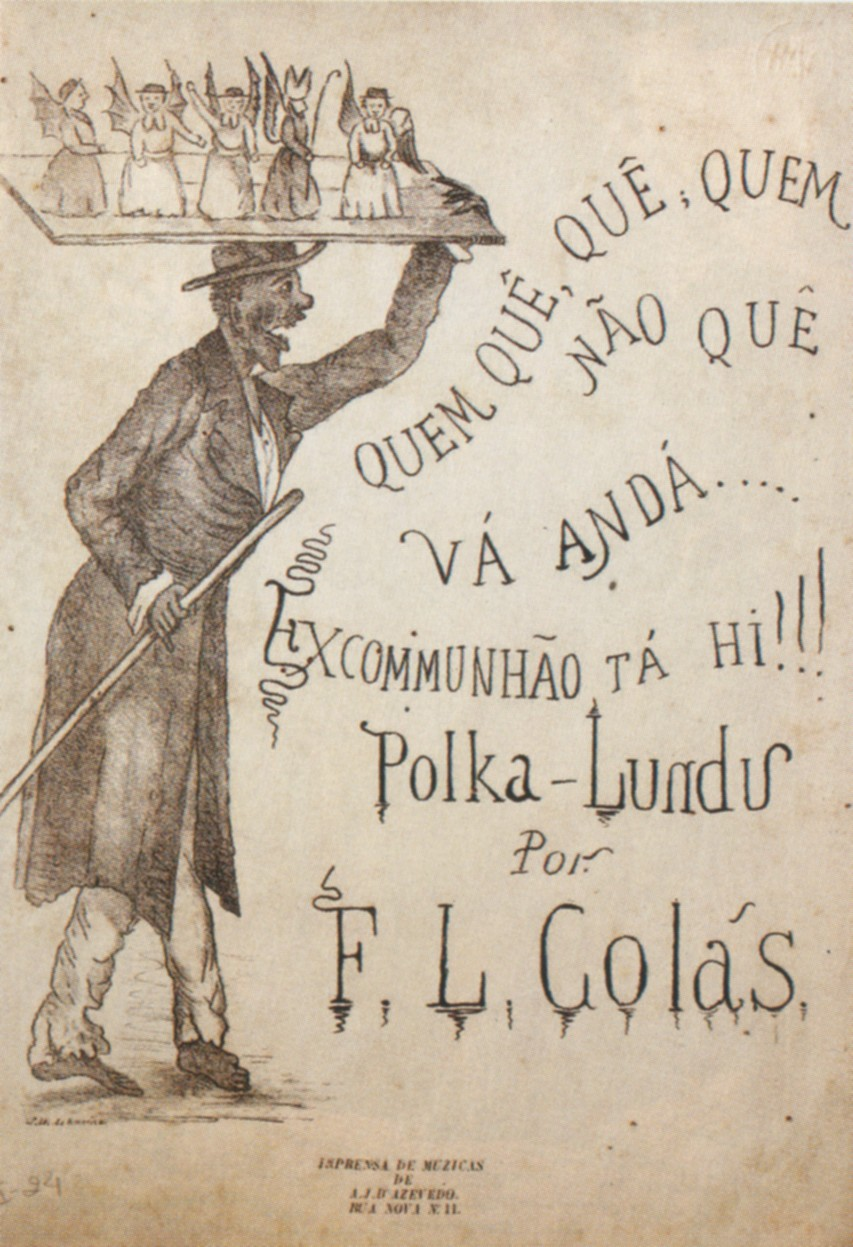
Portada de partitura de polca-lundu

Als divuit va fer els seus primers enregistraments amb el recent format Grupo do Pixinguinha, per a Odeon: el vals Rosa, el tango Sofres porque queres, dos clàssics, i els maxixes –estil musical i ball brasiler amb trets del lundu– Morro da favela i Morro do Pinto. A partir d'aquest grup es va crear el revolucionari conjunt Os Oito Batutas, molt actiu a partir d'aquesta data. El Grupo do Caxangá, reorganitzat per Donga, va guanyar en acceptació poc abans que es dissolgués, el 1919, especialment a causa d'una composició de Pixinguinha, Ja te digo, relacionada amb una disputa entre dues agrupacions.
El 1920 va començar al cine Palais on, posteriorment, naixeria un dels grups instrumentals més famosos de la història musical brasilera, Os Oito Batutas, en el qual s'integrarien membres del Grupo do Caxangá. Aleshores Pixinguinha ja era arranjador i compositor d'algunes peces d'èxit: Rosa, Carinhoso, Sofres porque queres, Nostalgia ao luar, Alma que sofre, Porque sofrer?, Mentirosa... El propietari del local mantenia dues orquestres, una a la sala d'espera i una altra a la sala de projeccions per acompanyar les pel·lícules. Isaak Frankel, gerent del Palais va convidar Pixinguinha a formar un conjunt per a actuar al local. Als escenaris de l'Avenida Rio Branco, freqüentats per les classes benestants, no hi actuaven músics negres, excepció feta d'alguna estrella com Ernesto Nazareth –famós pianista–, i sempre amb repertori de músiques estrangeres. Va dirigit l'orquestra del hall formada antics col·legues que, aviat, va començar a atreure multituds que volien gaudir la novetat i bellesa de les seves execucions. El milionari Arnaldo Guinle i Ruy Barbosa –(1849-1923) un dels intel·lectuals brasilers més brillants, jurista, polític, diplomàtic, escriptor, filòleg, traductor i orador– eren uns dels més fidels admiradors d'Os Oito Batutas. El mateix Ernesto Nazareth abandonava el seu piano del cinema Odeon, situat al davant del Palais, per anar a escoltar-los. Les seves actuacions eren la sensació de la temporada. Els Oito Batutas van ser contractats per actuar en les festes més elegants de la societat carioca.
A principis, la línia instrumental dels Oito Batutas era tradicional, dominada per una secció rítmica i cordes polsades: Pixinguinha a la flauta acompanyat de guitarres, cavaquinhos, banjo-cavaquinho i percussions de mà. Actuant al Cine Palais, van esdevenir una atracció popular, per sobre de les mateixes pel·lícules que s'hi programaven. El seu repertori era divers, abastant música folk del nord-est del Brasil: sambes, maxixes, valsos, polques i tangos brasilers –el xoro encara no estava establert com a gènere. El grup es va adreçar especialment als desitjos nacionalistes de les elits, que anhelaven música de la terra, peces tradicionals sense influències estrangeres. Els Oito Batutas van causar sensació a tot el país, encara que no sense controvèrsies: a membres de l'alta societat carioca blanca, no els agradava veure negres. Els Oito Batutas van fer a continuació una gira per São Paulo i Minas.

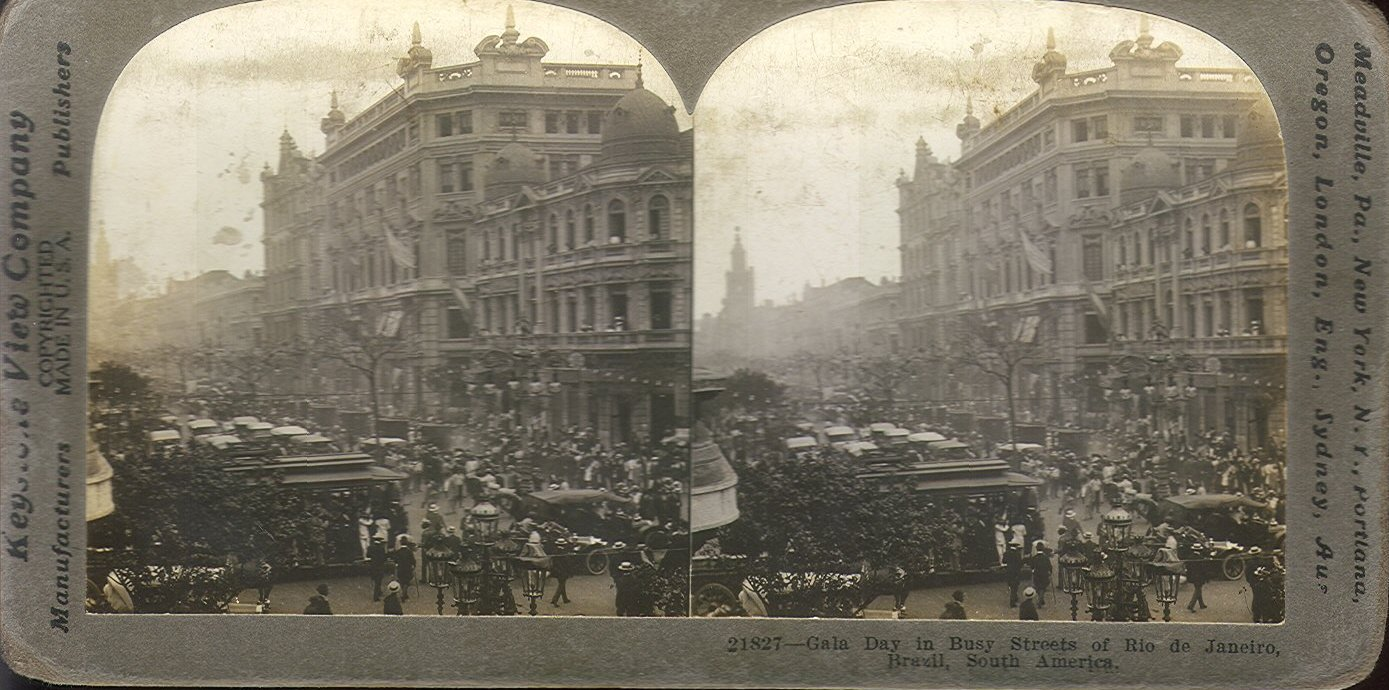
Carrers atrafegats de Rio de Janeiro en dia de festa. Estereoscòpia, 1914.

El conjunt, format de negres i blanco va afegir percussionist als instruments tradicionals. El repartiment inicial era: Pixinguinha, flauta i saxòfon; Ernesto dos Santos «Donga», guitarres de sis i set cordes; Nélson dos Santos Alves «Nélson Boina», cavaquinho; el germà Otávio Viana «China», guitarra i veu; José Alves, bandolí i ganzá; Raul Palmieri, guitarra; Luis de Oliveira, bandola i reco-reco, i Jacob Palmieri, pandero. Actuaven al Brasil, principalment a esdeveniments de l'alta societat on els negres no eren admesos, servei a part. El grup va ser blanc d'atacs freqüents: d'una banda, pels estereotipats que reflectien les ansietats sobre la raça, d'altre, per puristes, com Catulo da Paixão Cearense –autor de moltes composicions antològiques brasileres– que se sentia ell mateix el veritable representant del Brasil sertanejo (camperol) i Era preocupat perquè Pixinguinha barrejava les seves modinhas –gènere musical– amb bobagens (bobades). Però també van ser defensats per membres de les elits, com Ruy Barboso. En paraules del crític Lúcio Rangel, coneixedor i defensor de la música popular brasilera:
| « | ... com és un músic complert, i a més, li reeix el veritable esperit de brasilitat en les seves orquestracions, en conéixer el temps i l'execució, el repertori exactes i representatiu de la nostra música popular, la seva fama va augmentar. | » |

El mateix 1919, van enregistrar tangos, sambes i valsos, la majoria composta per Pixinguinha, alguns en col·laboració amb Donga. El 1920 Os Oito Batutas van assistir a un àpat ofert en honor del Rei Albert I de Bèlgica, de visita al país. El 1921 va enregistrar diverses sambes.

### Europa

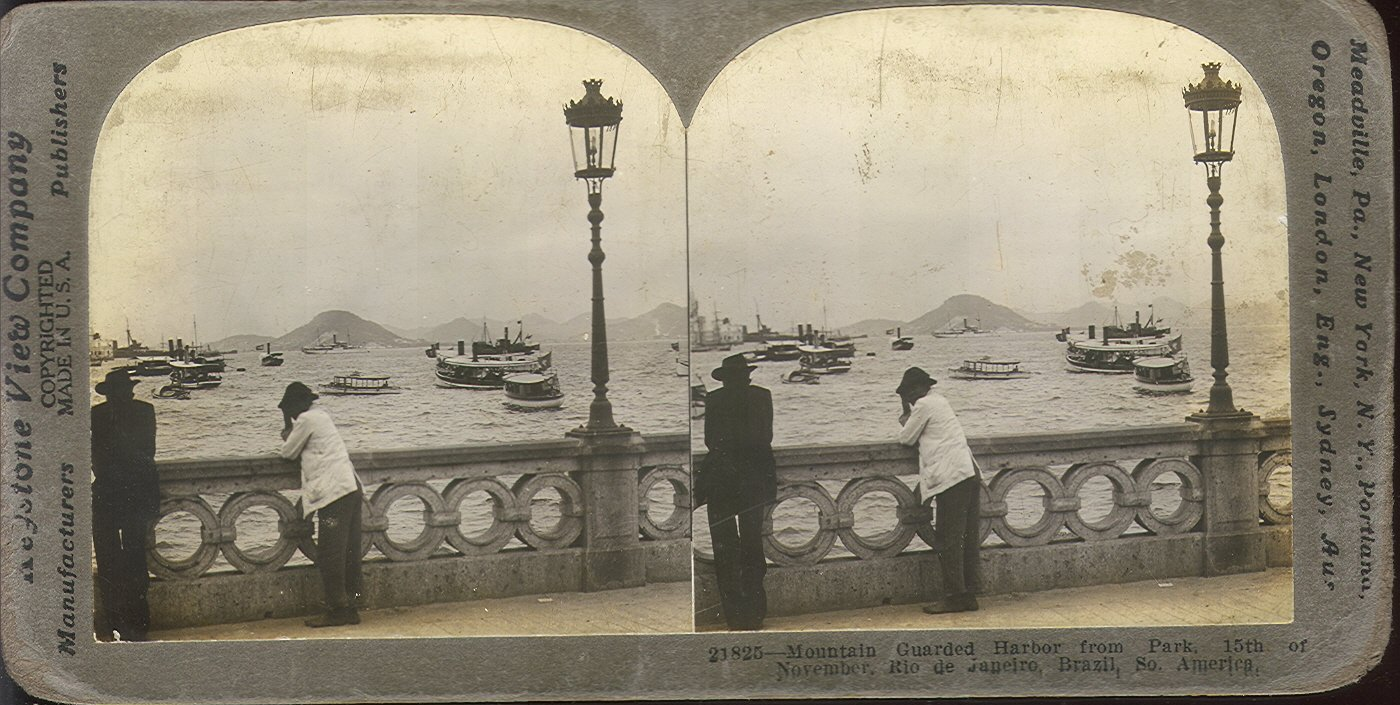
Rada de Rio de Janeiro. Estereoscòpia, 1914

Quan la parella de ball Duque i Gaby, que havien fet furor ballant a Europa, van començar a actuar al cabaret Assírio –freqüentat per la jeunesse dorée, els joves rics i desenfeinats– al setembre del 1920, els Oito Batutes començaren a actuar amb ells. El 1921 la parella va convèncer el mecenes Arnaldo Guinle que patrocinés una gira europea als Oito Batutes a fi de demostrar el progrés de la música popular brasilera. Així, a finals de gener del 1922, set dels Oito Batutas es van embarcar cap a França, João Thomaz no va poder fer-ho per motius de salut, raó per la qual allí foren presentats com «Les Batutas». Conformaven el grup: Pixinguinha, flauta; Donga, guitarres; China, guitarra i veu; Nelson Alves, cavaquinho; José Alves de Lima, bandolí i ganzà; José Monteiro, veu i ritme, i Sizenando Santos «Feniano», pandero. Els dos darrers substituïen Raul i Jacó Palmieri.

Floresta da Miranda, un cronista brasiler establert aleshores a París, va relatar: 
| « | Paris, hivern de 1922. Fred intens, alguns graus sota zero. Duque i jo estavem al Quai d'Orsay, esperant el tren de Bordeus. En aquest tren els Oito Batutas. A les 23:00 van arribar els músics brasilers, cadascun carregant el seu instrument. Portaven robes lleugeres i tremolaven. L'endemà al matí Duque els va acompanyar a comprar vestits més apropiats a aquell clima. Van fer-se les estrelles del Shehérazade. Èxit complet. París acull aquell dancing. Pixinguinha amb la seva flauta infernal fa diablures. China destaca amb la seva guitarra i la seva bella veu i Donga destaca amb la guitarra despertant passions... | » |

El promotor havia previst una temporada d'un mes però, amb el públic parisenc envaint el Shehérazade i delirant amb el ritme dels Oito Batutas, es va allargar a sis mesos. El repertori incloïa xoros, sambes i maxixes. Amb la preocupació de la sonoritat de la flauta als salons de París, més grans que els brasilers, Pixinguinha va començar a pensar en un instrument més potent. Va comprar un saxòfon de la marca Selmer, en principi només per a experiments privats. És així com aquest instrument va ser incorporat al panorama brasiler. El conjunt, i Pixinguinha en particular, foren influïts per les orquestres de foxtrot que escoltaren durant la seva estada a França. Més endavant, la formació inclouria clarinet, trompeta i trombó, a més del saxòfon, i al seu repertori s'hi afegirien foxtrots, ragtimes, i shimmys –dansa de moviments rítmics i alternatius de les espatlles respecte al cos, que es manté estàtic.
A París, el 1922 va servir d'ambaixador de la música brasilera, en actuar durant mig any al cabaret Schéhérazade. La gira va resultar un èxit complet i el músic va rebre lloances de molts companys de professió parisencs, inclòs Harold de Bozzi –primer premi de flauta del Conservatori de París– que quedà hipnotitzat amb Pixinguinha. Durant tota aquesta temporada el públic els aclamà entusiasmat. Mentrestant, membres de les classes benestants brasileres es queixaven que un ambaixador musical negre era una vergonya per al país.

### Tornada a Sud-amèrica
Tornen de Paris sense passar com inicialment previst per Madrid i Lisboa, per participar en els actes de commemoració del centenari de la Independència del Brasil a mitjans d'agost. A continuació la senyora Rasimi, una empresària de la Companhia Ba-ta-clan, va contractar els Oito Batutas. Van actuar vuit nits a Rio, però no van voler continuar amb la companyia en la gira a São Paulo. Llavors van ser empleats de nou pel cabaret Assírio, on Pixinguinha va començar interpretant el saxòfon tenor que segons alguns li havia regalat Arnaldo Guinle i segons altres havia comprat ell mateix.
Van iniciar una gira a Buenos Aires on van enregistrar tretze peces per a la RCA Victor Argentina, alguns dels discos més valorats de la discografia brasilera. És en aquestes gravacions on s'escolten els sons madurs dels Oito Batutas. Pixinguinha havia tornat de París amb una perspectiva musical ampliada; va canviar d'arrel la substància del seu estil afegint saxòfon, trompeta, trombó, piano i bateria, i va començar incorporant estàndards del jazz i del ragtime al repertori. Va canviar la flauta pel saxòfon i Donga la guitarra pel banjo. Amb ells actuaven China, Nelson Alves, José A. de Lima, João Thomaz, i els nous integrants Josué Barros, guitarra i J. Ribas al piano. Als concerts d'aquesta gira s'hi afegiren Aristides Júlio de Oliveira «Julinho de Oliveira» i alguns conjunts brasilers. Problemes dins la banda van motivar el retorn al Brasil de Donga, João Thomaz i Julinho de Oliveira. I la resta, amb dificultats econòmiques, va haver de recórrer al consolat brasiler per tornar a l'abril.

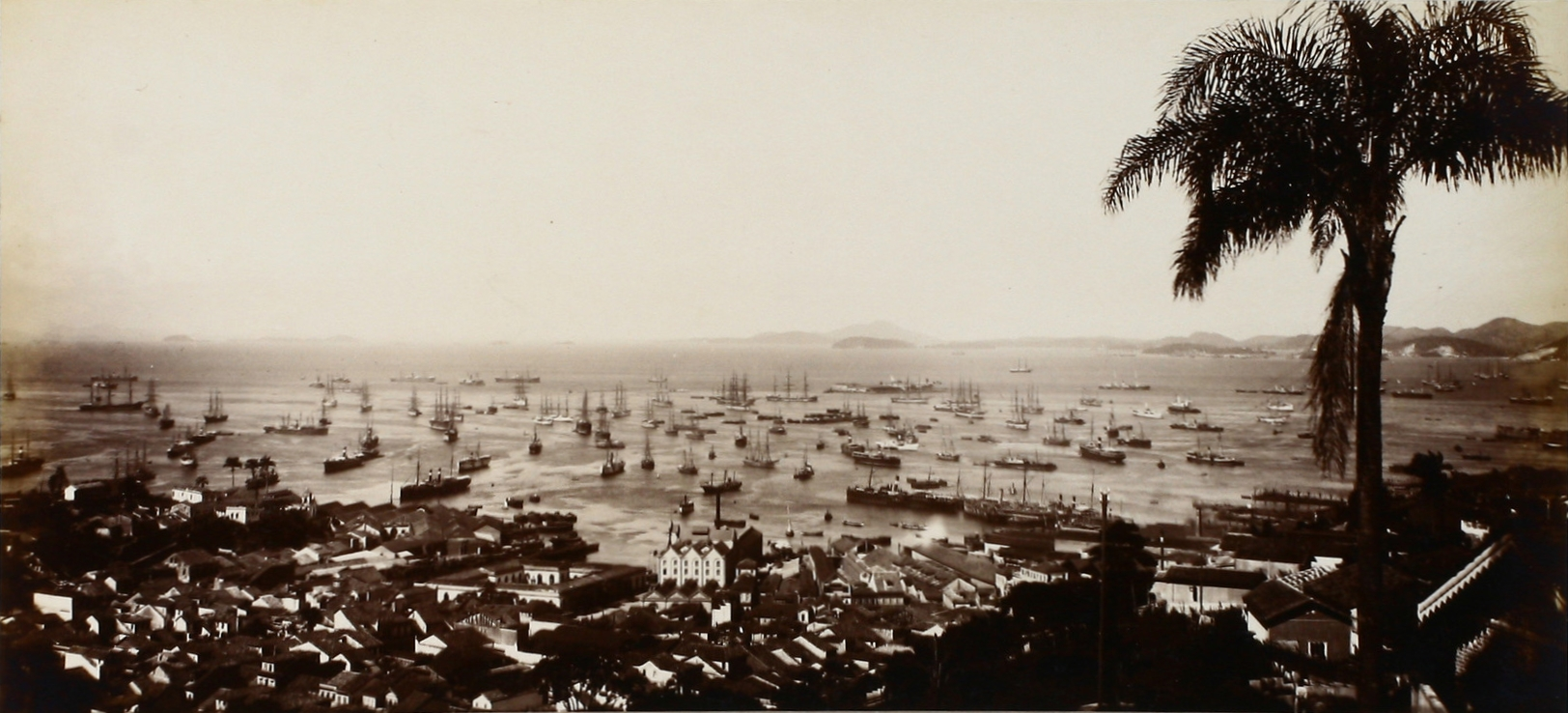
Barri de Saude i badia de Rio, 1890.

El 1923 s'estan al cabaret Assírio una altra vegada. Ara l'orquestra incorpora uns quants instruments. Canvien el nom a «Os Batutas» per reflectir el nou estil però mantenen l'esperit musical popular. El conjunt va rebre menyspreu per les influències musicals dels Estats Units i europees que incloïen les seves interpretacions i, encara, eren criticats feroçment per afeccionats que pensaven que la cultura musical brasilera devia reflectir les seves arrels europees i no les africanes. Pixinguinha es defensava al·legant que la trompeta i el saxòfon ja havien aparegut en grups de xoro anteriors als Oito Batutas i que la incorporació de gèneres musicals estrangers era necessària en la seva carrera com a músic professional.
El 1926 va ser contractat com a regent de l'orquestra Companhia Negra de Revistas. L'orquestra, creada i dirigida per De Chocolat, es compon d'artistes negres vetats, pel color de la pell, en les companyies teatrals de l'època. Amb aquesta Companhia comença a treballar al Teatro Rialto on coneix Albertina Nunes Pereira (que el deia «Betí»), amb qui va casar-se el 1927. Ella era corista que actuava per a la companyia amb el nom artístic de Jandira Aimoré. Els Batutas van fer composicions, actuacions i enregistraments fins al 1928 i el seu llegat musical va tenir una influència decisiva no només en el xoro sinó en gran part de la música popular brasiler.
Dissolts els Oito Batutas, es va crear l'Orquestra Tipica Pixinguinha-Donga, amb Pixinguinha com solista, arranjador i director. Del 1925 al 1930, van fer diversos enregistraments per a Odeon i la seva subsidiaria Parlophon: Pé de mulata, Desprezado, Gavião calçudo, Onde foi Izabé, Carinhoso, Promessa, Não te quero mais, Bambo-lelê. A Odeon, Francisco Alves va enregistrar dues de les sèvres sambes més populars, Samba de nego i Festa de branco. L'Orquestra Brunswick enregistra la samba Dança dos ursos i el choro Casamento do coronel Cristino. A Parlophon edita dos tangos, Fraternidad i Mis tristezas solo lloro, amb lletra en castellà aquest darrer. Carinhoso, a més de ser criticada per "americanitzada", treu de polleguera alguns puristes pel fet de modificar la típica estructura del xoro, de divisió en tres parts a introducció i dues parts. És en aquest moment quan destaquen els seus arranjaments que al Brasil, fins aleshores no es componien.

### RCA Victor
L'aleshores nova companyia Victor Talking Machine Co. of Brazil, branca de l'Radio Corporation of America (RCA Victor), va contractar-lo el novembre del 1929 com arranjador i director de l'Orquestra Victor Brasileira. Durant aquest període de lideratge va polir les seves habilitats com arranjador, creant composicions notables que es feren cèlebres en les veus dels millors cantants del moment, com Francisco Alves o Mário Reis. La seva activitat artística en aquesta època és fecunda, com a solista de flauta realitza obres mestres com O urubu e o gavião o Agüenta, seu Fulgencio que excel·leixen per les seves qualitats tècniques i d'improvisació, les seves composicions i com arranjador. A partir d'aquest període, i atès que havia de preparar orquestracions per a tots els gèneres que s'interpretaven al moment, Pixinguinya va crear l'arranjament brasiler de música popular i establir fórmules que futurs compositors utilitzarien.
Llavors era normal que músics de xoro improvisessin les seves parts sobre la base d'una partitura senzilla de piano, però la creixent demanda musical per a ràdio, amb la intervenció de grans orquestres, requerien partitures completament estructurades per a cada instrument. Pixinguinha va ser un mestre en aquesta faceta d'arranjador i, de fet, va ser en aquest rol que va crear une de les més famoses composicions. El 1933 Pixinguinha es va diplomar en teoria musical per l'Instituto Nacional de Música.

El primer disc enregistrat per l'RCA-Victor incloïa dos xoros de Pixinguinha: Vem ça! Não vou i Urubatan. Acompanyat de músics talentosos com Heitor dos Prazeres, João da Baiana, Radamés Gnattali, Luís Americano, Tute, va entrar en una nova època de la història musical brasilera.
El 1932, treballant per l'RCA-Victor, va crear el Grupo da Guarda Velha seguint l'esperit dels Oito Batutas. El 23 d'abril de 1954, el conductor radiofònic i músic Almirante, amb el suport de Rádio Record i emmarcat en els actes de celebració del quart centenari de la fundació de São Paulo, va organitzar-hi el Festival da Velha Guarda per homenatjar l'aniversari de Pixinguinha i els compositors de xoro i samba del passat. El festival, que duraria tres dies, va començar amb un espectacle dramatitzat de la seva vida de Pixinguinha, emès per ràdio en viu. A la segona nit hi van actuar grans representants de xoro i samba, entre els quals alguns vinguts de Rio per a l'ocasió, com el mateix Pixinguinha, Benedito Lacerda, Waldir de Acevedo i Jacob do Bandolim. El darrer dia se celebrà «l'antic São Paulo» amb actuacions de compositors i seresteiros (intèrprets del gènere seresta) paulistans.
Pixinguinha va formar el Grupo da Velha Guarda, en la mateixa línia que l'anterior "da Guarda Velha" i ratificant el seu prestigi. Hi prengueren part, conduïts per Pixinguinha, entre d'altres: Bonfiglio de Oliveira, trompeta; João da Baiana, pandero; Luiz Americano, João Braga i Jonas Aragão, saxòfons i clarinets; Ernesto dos Santos "Donga", guitarra, banjo i cavaquinho; Wan Tuyl, trombó; J. Martins, contrabaix i bandolí; Adolfo Teixeira, cabaça; Faustino da Conceição, tantã –mena d'atabaque– i altres instruments del batuque –religió afro-brasilera; Bororó; Sebastião Cirino, guitarra i trompeta; Mirinho, i Benedito Lacerda, flauta. Els seus enregistraments inclouen per primera vegada instruments com l'omele –tambor doble–, la cabaça – petita carabassa amb boletes a l'interior o a l'exterior–, el prato –plat metàl·lic–... Aquesta formació, amb Pixinguinha com arranjador i director, realitzà centenars d'enregistraments.
També va dirigit Diabos do Céu i l'Orquestra Columbia, que va acompanyar alguns dels vocalistes més famosos. Els LPs que va enregistrar per a Sinter estan entre els millors dels primers cinc anys de microsolcs, en especial Assim é que é Pixinguinha amb peces clau del repertori popular brasiler.

### Conjunto Regional Benedito Lacerda
En 1939 Pixinguinha va ser succeït en la direcció de l'Orquestra Victor Brasileira per l'instrumentista i compositor Radamés Gnattali (1906-1988) i va deixar Victor per incorporar-se, aparentment per necessitats financeres, al Conjunto Regional Benedito Lacerda. Com que Lacerda hi tocava la flauta, va prendre el saxòfon tenor com a instrument i va compondre per a la banda. Va compondre algunes peces antològiques com Um a zero (1 x 0), Ingenua o Segura ele, de les quals ha de compartir l'autoria amb Lacerda. Els noms de «Conjunto Regional» (altrament dits Regionais) s'aplicaven a formacions orquestrals contractades per les emissores de ràdio, per interpretar música i acompanyar cantants, de vegades davant d'audiència a l'estudi, i fer enregistraments. Als anys 30, 40 i 50 del segle xx els regionais proporcionaven treball estables als millors xoristes, incentivaven la professionalització de la indústria musical brasilera.
Lacerda i Pixinguinha van començar un altre període fèrtil en composicions i enregistraments. L'orquestra actuava en casas noturnas amb músiques tradicionals. Van perpetuar una sèrie de gravacions antològiques del repertori de xoro. Els quaranta gravacions, edicions de músiques i llançament d'àlbums de partitures– van deixar Benedito Lacerda en bancarrota, però va reeixir evitar l'embargament de les seves propietats gràcies a la hipoteca de la casa de Pixinguinha.
L'agost del 1940 va arribar al Brasil Leopold Stokowski, director i fundador d'orquestres, per fer uns concerts i amb la idea d'enregistrar algunes peces del repertori popular. Per a dur-les a terme va fer audicions a cantors, orquestres i regionais sense èxit. Llavors, recomanat per Heitor Villa-Lobos, va escoltar Pixinguinha amb alguns dels vells mestres –João da Baiana, Donga, Luiz Americano, Jararaca, José Espinguela amb el seu Cordão de Velhos, Cartola, José Gonçalves amb l'Escola de Samba Estação Primeira de Mangueira, Mauro Cesar i la vocalista Janyr Martins– i n'era entusiasmat. Stokowski va realització unes desenes d'enregistraments però només setze per Columbia. En aquests, dels més considerats de la música brasilera, Pixinguinha dirigeix, fa de solista i, faceta prou desconeguda, de vocalista.
En sentir les mans i llavis tremolosos va passar de la flauta al saxòfon, encara que en la intimitat va continuar tocant l'instrument que l'havia fet tan famós.

## Retirada i reconeixements
Cap a mitjans dels anys 1950 els gustos van canviar i l'emergent popularitat de la samba i del jazz americà al Brasil desplaçà el xoro, mentre altres estils s'apoderaven de les ràdios. Pixinguinha es va retirars al segon pla, amb algunes aparicions esporàdiques en públic com amb motiu de les Noites de Choro –programes de televisió produïts per Jacob do Bandolin– el 1955 i 1956. El 1956 l'ens municipal carioca va dedicar-li un carrer, la Rua Pixinguinha, al barri de Olaria, on residia. Un primer infart als 59 anys no atura els seus treballs de composició. El 1958, va patir una segona crisi cardíaca de la qual va ser salvat pels metges. El mateix any va rebre el Prêmio da Cidade de São Sebastião do Rio de Janeiro, diploma concedit al millor arranjador pel diari Correio da Manhã i per la Biblioteca Nacional, un dels prop de quaranta trofeus que va guanyar.

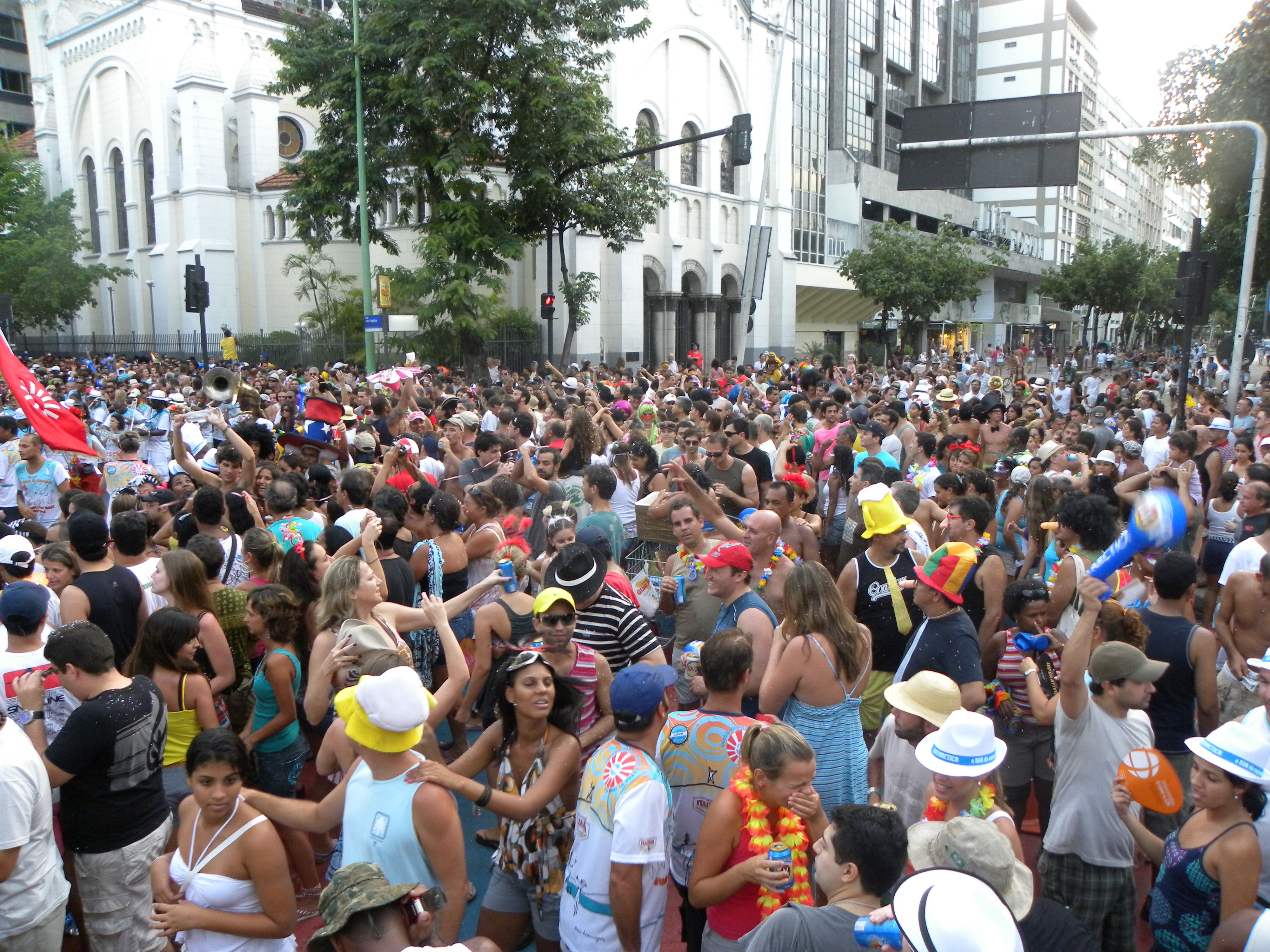
La Banda d'Ipanema fent mitja volta a la Rua Visconde de Pirajá. En aquest lloc la banda interpreta Carinhoso en homenatge a Pixinguinha que, un dia de carnaval, morí a l'Igreja de Nossa Senhora da Paz que es veu al xamfrà.

El 1961, per suggeriment del musicòleg Mozart de Araujo, van nomenar-lo conseller del Conselho Nacional de Cultura. El 1964 va ingressar a l'Instituto de Cardiologia a conseqüència d'un altre infart. El 1967 va rebre l'Ordem de Comendador del Clube de Jazz e Bossa una associació musical reputada. El mateix any el president de la República de Brasil li va atorgar el Diploma da Ordem do Mérito do Trabalho. El tema Fala baixinho, fet a mitges amb Herminio B. de Carvalhos, va presentar-se al II Festival Internacional da Canção. Per commemorar el seu 70è aniversari, el Conselho de Música Popular va organitzar una retrospectiva al Museo da Imagem e do Som (MIS), amb un concert amb Jacob do Bandolim, Radamés Gnattali i el conjunt Época de Ouro al Teatro Municipal de Rio de Janeiro, del qual el MIS va editor un LP.
El 1974 l'Escola de Samba Portela homenatjà Pixinguinha en la seva desfilada de carnaval que, si bé no guanyà el concurs, va tenir gran repercussió. La Banda d'Ipanema li ret un homenatge anualment durant el carnaval. La ciutat de Rio de Janeiro l'hi dedicà el carrer on visqué gran part de la seva vida, aleshores Rua Belarmino Barreto: "Rua Pixinguinha (musicólogo)".
També a Rio, a la Travessa do Ouvidor, al lloc on s'ubicava el bar Gouveia, on solia reunir-se amb els seus col·legues en finalitzar la jornada, el 1999 s'hi va erigir l'escultura Pixinguinha, que representa l'artista tocant el saxòfon, esculpida per Otto Dumovich, amb una placa que diu: «Tributo a Alfredo da Rocha Vianna Filho – Pixinguinha – Compositor, arranjador e instrumentista, assíduo frequentador da Travessa do Ouvidor».
Al Brasil, el 23 d'abril es commemora el Dia Nacional do Xoro en record del dia seu dia de naixement, data reivindicada per l'intèrpret de bandola Hamilton de Holanda i els seus alumnes de l'Escola de Xoro de Raphael Rabello; la data va establir-de oficialment el 4 de setembre de 2000.
A mesura que els memorialistes van assumir la importància de la música popular brasilera van començar a escriure biografies, en alguns termes mitificades, dels musics «dipositaris d'una puresa original perduda en algun lloc del passat». Aquest fou el tractament que va rebre Pixinguinha. A inicis de la dècada dels anys 1940, al mateix temps que Pixinguinha va ser substituït per Radamés Gnattali com arrajador per al mercat fonogràfic i radiofònic, se'l presentava com l'hereu i l'abanderat d'un passat musical idealitzat. Aviat, professionals de la Rádio Nacional, de la Revista de Música Popular i els autors interessats a redactar una història de la música popular coherent, van col·locar Pixinguinha al pedestal d'hereu i representant de la tradició i la puresa original de la música popular brasilera. A entrevistes a músics com ara Vinícius, Toquinho, Paulinho da Viola, Dino Sete Cordas, Jobim –deixebles o col·laboraradors seus– tots van lloar-lo tant per la seva professionalitat com pel seu caràcter.

## Contribucions musicals
Diu el crític Rangel: 
| « | ... representa tot un capítol de la nostra música popular. Compositor, instrumentista, arranjador i director, està present almenys en cinc-cents discos reeixits […] Com arranjador i director el trobarem al front de nombrosos conjunts, com els Oito Batutas, l'orquestra Típica Pixinguinha-Donga, l'orquestra Columbia de Pixinguinha, el grup de la Velha Guarda, Diabos do Céu i molts altres. | » |

Va demostrar ser un professional més enllà de l'àmbit estrictament musical en fer contractes laborals amb molt diverses entitats. Va saber aprofitar les «noves tecnologies» –ràdio, enregistrament. Va utilitzar els coneixements de les persones amb què es va relacionar i les influències dels països on va treballar, a fi de desenvolupar una nova manera de fer música. Va trametre els seus coneixements als col·legues que el van acompanyar en les seves empreses; i molts dels que no van pas col·laborar directament amb ell han tret profit de la seva mestria. No és aliè al fet que avui en dia (2011), el xoro torni a ser reivindicat per la jovent brasiler. D'altra banda, va contribuir decisivament a divulgar la música popular brasilera a l'estranger, primer a París, i després a les dues Amèriques.
Va enregistrar molts dels maxixes més reconeguts, el gènere que es considera el precursor del xoro. Va ser un dels pares de la samba, que s'entén com a fill del xoro, potser el gènere més representatiu de la música brasilera des dels anys 1970, amb la divulgació del carnaval brasiler, fins a l'actualitat. Així mateix, va divulgar el frevo –gènere originari de l'Estat de Pernambuco, que combina trets de la marxa i del maxixe.
Quan, el 1928, Pixinguinha va enregistrar Carinhoso i Lamentos estava creant el cànon de l'estil a la vegada que uns dels xorinhos més famosos; més enllà d'això, els coetanis no consideraven la peça un xoro sinó una polca. Entre els anys 1940 i 50, va fer enregistraments del xoro interpretant flauta i saxòfon: Segura Ele, Ainda me recordo, Naquele tempo i Abraçando Jacaré. Altres composicions destacades són Vou vivendo, Um a zero (1 x 0), Glória.
Comparades amb els xoros del segle xix, en els quals es va inspirar, les seves creacions eren més sofisticades amb les harmonies, ritmes i contrapunts. Mentre moltes de les antigues composicions eren adreçades a interpretacions pianístiques, els seus treballs van aprofitar al màxim les més grans formacions musicals que va dirigir, en incorporar intricades línies melòdiques, fanfares de metalls, baixos contrapuntístics i ritmes sincopats accelerats. Va ser un dels primers líders de bandes que va incloure instruments de percussió afro-brasilers, com el pandero i l'afoxé.
«Pixinguinha sorgí en el moment en què s'estava definint la personalitat de la nostra música, i va ser la seva manera d'interpretar el xoro que es traduí en la nostra manera d'interpretar música», segons la flautista i investigadora musical Eliane Salek. Els conjunts que va liderar, van tenir gran importància en la indústria fonogràfica brasilera. El 1940, Heitor Villa-Lobos li va encomanar la selecció de músics que, sota la direcció de Leopold Stokowski, haurien de fer enregistraments destinats a la divulgació de música popular brasilera als Estats Units d'Amèrica.

## Anècdotes
Quan el 1957 un periodista li va preguntar quina de les seves facetes considerava més important, si la de compositor, la d'instrumentista, la d'arranjador o la de director d'orquestra, va respondre avergonyit: «O que eu gosto mesmo é de fazer minha musiquinha.» (El que m'agrada és fer la meva música.)
Segons diu Altamiro Carrilho –bon amic de Pixinguinha i considerat un dels millors flautistes brasilers–, «Cada xorinyo té una història però Lamentos no té una història, té una raó»: Tornats de París els Oito Batutas, els periodistes de Rio van voler homenatjar Pixinguinha i el seu grup i van organitzar un gran convit en un dels més luxosos hotels de Copocabana. En arribar els Oito Batutas van ser aturats pel porter que els va dir: «Els negres entren per la porta del darrere». Pixinguinha es va excusar i va dir als seus companys «Ho lamento però haurem d'entrar per la porta del darrere» i, tranquil i capcot ho van fer. Quan el gerent de l'hotel va assabentar-se del cas va encomanar el porter a excusar-se amb el músic; l'home va demanar disculpes i dir que sentia molt no haver-lo reconegut però que les ordres de la direcció de l'hotel eren tals. Pixinguinha va respondre: «No, fill meu, jo lamento que t'hagi succeït això» i va repetir-ho dues o tres vegades sense afegir res més. Més tard, els seus companys van exhortar-lo inspirar-se del succés per compondre un xoro i el músic va escriure Lamentos, una de les seves millors creacions.
A una de les sèvres últimes actuacions en viu, quan es va donar l'ordre d'entrar el músic, el regidor li va dir «Senyor mestre, senyor Pixinguinha, és hora que vostè entri a escena» i Pixinguinha va respondre: «Espera't un moment, que em vaig a donar un vapor», es ficà la mà a la butxaca, va traure una petaca, fer un glop de conyac i dir: «Ara ja em pots cridar».
El 1926, l'escriptor Mário de Andrade, durant les recerques pel seu llibre Macunaíma, o herói sem nenhum caráter, va aconseguir una cita amb Pixinguinha que li explicà detalladament el rituals orixàs que la seva tia Ciata practicava. Per correspondre De Andrade va fer del músic un personatge de l'obra, «... um negrão filho de Ogum, bexiguento e fadista de profissão.» (…un negre fill d'Ogum, picat de verola i fadista de professió.)
Carinhoso va ser enregistrada per primera vegada, encara sense lletra, el 1928 per l'Orquestra Típica Pixinguinha-Donga. Sobre l'origen de la seva lletra explica Orlando da Silva –el primer cantant de la composició– que, ja músic professional, acudia «cada nit» a El Dorado, un gran escenari de Rio de Janeiro. Una nit Pixinguinha, a qui Orlando coneixia perquè era amic del seu pare, va interpretar la cançó. Orlando volia cantar-la però encara no tenia lletra. L'endemà es troba amb João «Braguinha» de Barro i l'hi demanà que n'escrigués una. Braguinha va fer al mateix moment unes primeres ratlles i al cap de quatre dies va entregar-li la lletra finalitzada. Francisco Alves i Carlos Galhardo, reputats cantants de l'època, s'haurien negat a enregistrar la cançó i, el 28 de maig de 1937, ho va fer Orlando Silva.
Una declaració del mestre es troba a la biografia Fill d'Ogun bexiguento de Marilia T. Barbosa da Silva i Arthur L. de Oliveira Filho. Una nit que tornava tard cap a casa, als suburbis de Rio de Janeiro, tres facinerosos van atracar-la i prendre el sou de la nit. Quan van adonar-se que era el mestre van disculpar-se, tornar-li els diners i escortar-lo cap a casa. De camí van congeniar i van organitzar a una taverna un sarau i gastar el sou en begudes. En una altra versió, o potser en una altra ocasió, s'explica la història que un dia un lladre va assaltar-lo pel carrer. Al moment que l'home va dir «Això és un atracament» s'adona de qui és la víctima i diu: «No, disculpes, no et vull atracar, ets Pixinguinha, disculpes». Aquest li contestà, «No porto res al damunt però, si vols prendre una cervesa?» i va convidar-lo a casa seva. Ja de matinada, quan l'home es va voler acomiadar, Pixinguinha, li va donar uns diners.
Thomas Farkas és autor d'una pel·lícula d'una actuació del músic, Benedito Lacerda i músics al parc d'Ibirapuera, rodada el 1954 durant els actes de commemoracio del quart centenari de la ciutat de São Paulo. Farkas va guardar-la amb moltes altres cintes i un dia, al cap de gairebé cinquanta anys, la va trobar per casualitat, va restaurar-la i afegir-li so. Pixinguinha, de manera inèdita, surt al film interpretant i ballant amb diferents membres del seu grup de xoro.
Ramos, el barri on va viure és, encara, de carrers silenciosos, persones que es creuen saludant-se, amb cases que mantenen l'esperit de l'arquitectura suburbana i el paisatgisme propi d'aquestes parts de Rio: carrers amb petits xalets i arbres, jardins a l'entrada de cases cobertes amb teules. Un barri com el que Vinicius de Moraes descriu en la seva cançó Gente humilde. Pixinguinha freqüentava el Bar da Portuguesa, al carrer Custódio Nunes. Una cadena de televisió pretén comprar la casa on s'estava per fer-la seu d'un museu dedicat al músic.

## Arxius sonors
Problemes per escoltar els arxius? Premeu aquí

## Discografia

### Cronològica
Extret de Dicionário Cravo Albin da Música Popular Brasilera
- (2002) As inéditas de Pixinguinha. Sony Music. CD
- (2000) Pixinguinha alma e corpo - Carlos Malta e Quarteto de Cordas. Independente. CD
- (1999) Pixinguinha para crianças - Uma lição de Brasil. Multiletra Editora. CD
- (1997) Pixinguinha - 100 anos - Ao vivo no CCBB. Sarau Produuções. CD
- (1997) Pixinguinha - 100 anos. BMG Brasil. CD
- (1997) Sempre Pixinguinha - 100 ANOS. Kuarup. CD
- (1995) Piano Pixiguinha. Ricardo Camargos Gravação independente com patrocínio da Telerj. CD
- (1994) Oito Batutas. Revivendo. CD
- (1992) São Pixinguinha. Odeon. CD
- (1988) 15 anos sem Pixinguinha. Kuarup. LP
- (1988) Clara Sverner & Paulo Moura interpretam Pixinguinha. Sony Music. LP
- (1988) Pixinguinha/Orquestra Brasília. Kuarup Discos. LP
- (1982) Vivaldi e Pixinguinha - Radamés Gnattali *(Piano/Cravo) e Camerata Carioca. Funarte. LP
- (1975) Pixinguinha do novo. Marcus Pereira. LP
- (1972) Dilermando Reis interpreta Pixinguinha. Continental. LP
- (1971) Som Pixinguinha. Odeon. LP
- (1968) Gente da antiga - Pixinguinha, Clementina de Jesus e João da Baiana. Odeon. LP
- (1968) Pixinguinha 70. MIS-006. LP
- (1967) Carnaval dos bons tempos - Pixinguinha e sua banda. RCA Victor. LP
- (1960) Alegria, com Pixinguinha e sua orquestra. Musidisc. LP
- (1959) Marreco quer água i Paciente. Victor. 78 rpm
- (1959) Marchas de João de Barro e Alberto Ribeiro, com Pixinguinha e sua Banda. Sinter. LP
- (1958) Cinco companheiros. Sinter. LP
- (1957) Pixinguinha e Sua Banda em Carnaval de Nássara. Sinter. LP
- (1957) Assim é que é Pixinguinha. Sinter. LP
- (1956) 5 Companheiros - Pixinguinha e os chorões daquele tempo. Sinter. LP
- (1956) Festival da Velha Guarda. Sinter. LP
- (1955) A Velha Guarda. Sinter. LP
- (1955) Carnaval da Velha Guarda. Sinter. LP
- (1950) "Yaô"/"Atraente". Victor. 78 rpm
- (1950) "Matuto"/"Displicente". Victor. 78 rpm
- (1950) "A menina do sobrado"/"Vagando". Victor. 78 rpm
- (1949) "Sedutor"/"O gato e o canário". RCA Victor. 78 rpm
- (1949) "Sofres porque queres"/"Seresteiro". RCA Victor. 78 rpm
- (1949) "Língua de preto"/"Devagar e sempre". RCA Victor. 78 rpm
- (1949) "Agüenta, seu Fulgêncio"/"Soluços". RCA Victor. 78 rpm
- (1949) "Acerta o passo"/"Marilene". RCA Victor. 78 rpm
- (1949) "Só para moer"/"Segura a mão". RCA Victor. 78 rpm
- (1947) "Andre de sapato novo"/"Ainda me recordo". RCA Victor. 78 rpm
- (1947) "Saudades do Rio"/"Os oito Batutas". RCA Victor. 78 rpm
- (1946) "Um a zero"/"Sofres porque queres". RCA Victor. 78 rpm
- (1946) "Naquele tempo"/"Segura ele". RCA Victor. 78 rpm
- (1946) "Vou vivendo"/"Cheguei". RCA Victor. 78 rpm
- (1946) "Tico-tico no fubá"/"Pagão". RCA Victor. 78 rpm
- (1946) "Vou vivendo"/"Naquele tempo". RCA Victor. 78 rpm
- (1946) "Saudades de Matão"/"Descendo a serra". RCA Victor. 78 rpm
- (1946) "Urubatan"/"Proezas do Solon". RCA Victor. 78 rpm
- (1946) "Ela e eu"/"Ingênuo". RCA Victor. 78 rpm
- (1942) "Chorei"/"Os cinco companheiros". Odeon. 78 rpm
- (1941) "Lamentos"/"Carinhoso". Victor. 78 rpm
- (1940) "Ai-seu-pinguca". Victor. 78 rpm
- (1940) "Atraente chiquinha". Victor. 78 rpm
- (1938) "Bicho danado". Victor. 78 rpm
- (1938) "Diabinho de saia". Victor. 78 rpm
- (1936) "Diabo solto". Victor. 78 rpm
- (1936) "Não há mais vale". Victor. 78 rpm
- (1934) "Recordando"/"Iolanda". Odeon. 78 rpm
- (1933) "Nostalgia de Plutão". Victor. 78 rpm
- (1933) "Luzia no frevo". Victor. 78 rpm
- (1933) "Braúlia". Victor. 78 rpm
- (1933) "Tudo no arrastão". Victor. 78 rpm
- (1933) "Quebra, meu bem". Victor. 78 rpm
- (1932) "Esperança" *(I)/"Esperança" *(II). Victor. 78 rpm
- (1932) "Samba de fato". Victor. 78 rpm
- (1932) "Ainda me recordo"/"Estou voltando". Victor. 78 rpm
- (1932) "Ai que dor"/"Como eu te amei". Victor. 78 rpm
- (1931) "Vamo chorá, nega?"/"Carrapato cum tosse". Victor. 78 rpm
- (1931) "Há ! Hu ! Lahô !"/"Patrão, prenda seu gado". Victor. 78 rpm
- (1931) "Conversa de crioulo"/"Café Viramundo". Victor. 78 rpm
- (1931) "Que querê"/"Já andei". Victor. 78 rpm
- (1930) "O urubu e o gavião". Victor. 78 rpm
- (1930) "A vida é um buraco". Victor. 78 rpm
- (1930) "Modulando"/"Doutor". ... Sem sorte. Victor. 78 rpm
- (1930) "Tamoio"/"Benga". Victor. 78 rpm
- (1930) "Quebrando"/"Amparito". Victor. 78 rpm
- (1930) "Perfume de mulata"/"Pistonista sabido". Victor. 78 rpm
- (1930) "Marcha Cabanas". Victor. 78 rpm
- (1930) "Viva Isidoro". Victor. 78 rpm
- (1930) "Miguel Costa". Victor. 78 rpm
- (1929) "Desprezado"/"Tem fogo aqui!". Parlophon. 78 rpm
- (1929) "Vem cá, não vou"/"Urubatam". Victor. 78 rpm
- (1929) "Suspiros"/"Carinhoso". Victor. 78 rpm
- (1929) "Aborrecido". Victor. 78 rpm
- (1929) "Agüenta seu Fulgêncio". Victor. 78 rpm
- (1929) "Segura ele". Victor. 78 rpm
- (1928) "Infantil"/"Número um". Odeon. 78 rpm
- (1928) "Vamos brincar"/"Ainda existe". Odeon. 78 rpm
- (1928) "Lamentos"/"Amigo do povo". Parlophon. 78 rpm
- (1928) "Os teus beijos". Parlophon. 78 rpm
- (1928) "Não diga não"/"Carinhoso". Parlophon. 78 rpm
- (1926) "Tapa buraco". Odeon. 78 rpm
- (1926) "Sapequinha". Odeon. 78 rpm
- (1923) "Meu passarinho"/"Até eu". Victor. 78 rpm
- (1923) "Caruru"/"Urubu". Victor. 78 rpm
- (1923) "Graúna"/"Me deixa, serpentina!". Victor. 78 rpm
- (1923) "Lá-Ré"/"Pra quem é...". Victor. 78 rpm
- (1923) "Se papai souber"/"Tricolor". Victor. 78 rpm
- (1923) "Bataclan"/"Lá vem ele". Victor. 78 rpm
- (1923) "Nair"/"Não presta pra nada". Victor. 78 rpm
- (1923) "Falado"/"Já te digo". Victor. 78 rpm
- (1923) "Três estrelinhas"/"Vira a casaca". Victor. 78 rpm
- (1923) "Até a volta"/"Vitorioso". Victor. 78 rpm
- (1922) "Ipiranga". Odeon. 78 rpm
- (1922) "Dançando". Odeon. 78 rpm
- (1921) "Eu também vou". Odeon. 78 rpm
- (1921) "Domingo eu vou lá". Odeon. 78 rpm
- (1919) "Os oito batutas". Odeon. 78 rpm
- (1919) "Fica calmo que aparece". Odeon. 78 rpm
- (1919) "Agonia lenta". Odeon. 78 rpm
- (1919) "Os dois que se gostam". Odeon. 78 rpm
- (1919) "Nostalgia ao luar". Odeon. 78 rpm
- (1919) "Os escoteiros". Odeon. 78 rpm
- (1917) "Morro da favela". Odeon. 78 rpm
- (1917) "Morro do Pinto". Odeon. 78 rpm
- (1917) "Sofres porque queres". Odeon. 78 rpm
- (1917) "Rosa". Odeon. 78 rpm
- (1913) "Carne assada". Phoenix. 78 rpm
- (1913) "Não tem nome". Phoenix. 78 rpm
- (1913) "Guará". Phoenix. 78 rpm
- (1913) "Roseclair". Phoenix. 78 rpm
- (1912) "O morcego". Odeon. 78 rpm
- (1912) "Lulu". Odeon. 78 rpm
- (1912) "Qualquer coisa". Odeon. 78 rpm
- (1911) "Nhonhô em Sarilho". Odeon. 78 rpm
- (1911) "Massada". Odeon. 78 rpm
- (1911) "Aguenta, seu Fulgêncio" (amb Lourenço Lamartine). Odeon. 78 rpm
- (1911) "Nininha". Odeon. 78 rpm
- (1911) "Dainéia". Odeon. 78 rpm
- (1911) "São João debaixo d'água". Odeon. 78 rpm
- (1911) "Isto não é vida". Odeon. 78 rpm
- (1911) "Salve (A princesa de cristal)". Odeon. 78 rpm

### Altres
- A pombinha (amb Donga)
- Aberlado
- Abraçando Jacaré
- Aguenta, seu Fulgêncio (amb Lourenço Lamartine)
- Ai, eu queria (com Vidraça)
- Atraente chiquinha
- Benguelê
- Bianca (amb Andreoni)
- Buquê de flores (amb W. Falcão)
- Cafezal em flor (amb Eugênio Fonseca)
- Carinhos
- Carinhoso (amb João de Barro)
- Carnavá tá aí (amb Josué de Barros)
- Casado na orgia (amb João da Baiana)
- Casamento do coronel Cristino
- Céu do Brasil (amb Gomes Filho)
- Chorinho no parque São Jorge (amb Salgado Filho)
- Cochichando (amb João de Barro i Alberto Ribeiro)
- Conversa de crioulo (amb Donga i João de Baiana)
- Dança dos ursos
- Dando topada
- Dominante
- Dominó
- Encantadora
- Eu sou gozado assim
- Fala baixinho (amb Hermínio Bello de Carvalho)
- Festa de branco (amb Baiano)
- Foi muamba (amb Índio)
- Fonte abandonada (amb Índio)
- Fraternidade
- Gargalhada
- Gavião calçudo (amb Cícero de Almeida)
- Glória
- Guiomar (amb Baiano)
- Há! hu! lá! ho! (amb Donga i João da Baiana)
- Harmonia das flores (amb Hermínio Bello de Carvalho)
- Hino a Ramos
- Isso é que é viver (amb Hermínio Bello de Carvalho)
- Isto não se faz (amb Hermínio Bello de Carvalho)
- Já andei (amb Donga i João da Baiana)
- Já te digo (amb China)
- Jardim de Ilara (amb C. M. Costal)
- Knock-out
- Lamentos (amb Vinícius de Moraes)
- Leonor
- Levante, meu nego
- Lusitânia (amb F. G. D.)
- Mais quinze dias
- Mama, meu netinho (amb Jararaca)
- Mamãe Isabé (amb João da Baiana)
- Massada
- Meu coração não te quer (amb E. Almeida)
- Mi tristezas solo lloro
- Mulata baiana (amb Gastão Viana)
- Mulher boêmia
- Mundo melhor (amb Vinícius de Moraes)
- Não gostei dos teus olhos (amb João da Baiana)
- Não posso mais
- Nasci pra domador (amb Valfrido Silva)
- No elevador
- Noite i dia (amb W. Falcão)
- Nostalgia ao luar
- O meu conselho
- Os batutas (amb Duque)
- Os home implica comigo (amb Carmen Miranda)
- Onde foi Isabé
- Oscarina
- O Urubu i o gaviao
- Página de dor (amb Índio)
- Papagaio sabido (amb C. Araújo)
- Patrão, prenda seu gado (amb Donga i João da Baiana)
- Pé de mulata
- Poema de raça (amb Z. Reis i Benedito Lacerda)
- Poética
- Por vôce fiz o que pude (amb Beltrão)
- Pretensiosa
- Promessa
- Que perigo
- Que querê (amb Donga i João da Baiana)
- Quem foi que disse
- Raiado (amb Gastão Viana)
- Rancho abandonado (amb Índio)
- Recordando
- Rosa (amb Otávio de Sousa)
- Samba de fato (amb Baiano)
- Samba de nego
- Samba do urubu
- Samba fúnebre (amb Vinícius de Moraes)
- Samba na areia
- Saudade do cavaquinho (amb Muraro)
- Seresteiro
- Sofres porque queres
- Solidão
- Sonho da Índia (amb N. N. i Duque)
- Stella (amb de Castro i Sousa)
- Teu aniversário
- Teus ciúmes
- Triangular
- Tristezas não pagam dívidas
- Um a zero (1 x 0)(amb Benedito Lacerda)
- Um caso perdido
- Uma festa de Nanã (amb Gastão Viana)
- Variações sobre o urubu e o gavião
- Vem cá! não vou!
- Vi o pombo gemê (amb Donga i João da Baiana)
- Você é bamba (amb Baiano)
- Você não deve beber (amb Manuel Ribeiro)
- Vou pra casa
- Xou Kuringa (amb Donga i João da Baiana)
- Yaô africano (amb Gastão Viana)
- Zé Barbino (amb Jararaca)

## Multimèdia
Enllaços a interpretacions. Abreviatures: àudio [a], audiovisual [v], audiovisual amb testimonis [t].

### Àudios
- Pixinguinha interpreta composicions seves ...

... amb flauta:
[a] - Recordando (1934)
[a] - Urubú
[a] - Os cinco companheiros (1940)
[a] - Tapa buraco (1919)
[a] - Vamos brincar (1928)
... amb saxòfon:
[v] - Lamentos (Pixinguinha/Vinicius de Moraes), Pixinguinha, Baden Powell i João da Baiana (1969, documental Saravah de Pierre Barouh).
[a] - O gato e o canario
[a] - Urubatan (Pixinguinha/Benedito Lacerda), amb Lacerda i Regional (1946).
- Pixinguinha interpreta composicions d'altres compositors ...

... amb saxòfon:
[a] - Batuque na cozinha (João da Bahiana/Martinho da Vila), Pixinguinha, Clementina de Jesus i João da Bahia (1968).
- Altres músics interpreten composicions de Pixinguinha:

[a] - Cheguei, Orquestra Brasília (arranjaments originals de Pixinguinha).
[v] - Chorei (Pixinguinha/Benedito Lacerda), Farinha de Mesa, al Bar do Mercado Municipal (25/05/2010).
[v] - Chorei (amb dos cavaquinhos), Rodrigo Alves (cavaco solo) i Max (cavaco base).
[v] - Cochichando, Choro Allstars (amb els músics seguts al voltant d'una taula).
[v] - Cochichando, Choro Democratico: Adam Bahrami (cavaquinho), Fernando Brandão (flauta), Luciana Araripe (bandolí), Tom Rohde (guitarra), Jason Davis (guitarra de set cordes), Keita Ogawa (pandero), Evan Harlan (acordió). Berklee Performance Center, Boston 4/11/2008.
[v] - Descendo a Serra (Pixinguinha/Benedito Lacerda), Mário Sève e David Ganc (flautes e saxòfons), Márcio Almeida (cavaquinho), Rogério Sousa (guitarra) i Celsinho Silva (pandero i percussió). Show de llançament del llibre de partituras Choro Duetos: Pixinguinha e Benedito Lacerda (21/06/2010).
[v] - Ingênuo, Danilo Brito (bandolí), Luizinho (guitarra de set cordes), Alexandre Ribeiro (clarinet), João Camarero (guitarra), Milton Mori (cavaco) i Rafael Toledo (pandero) (30/03/2010)
[a] - Ingênuo (Pixinguinha/Benedito Lacerda), Henrique Cazes, Paulão, Beto Cazes i Chiquinho do Acordeon.
[a] - Lamentos (Pixinguinha/Vinicius de Moraes), Paulo Sérgio Santos, Marco Pereira i Henrique Cazes.
[v] - Lamentos (Pixinguinha/Vinicius de Moraes)?, MPB4.
[v] - Lamentos, Zimbo Trio i Danilo Brito.
[v] - Lamentos, Zezito do Cavaco e Aragua (2010).
[v] - Lamentos, Nelson Barbosa (flauta dolça), Felix Jr (guitarra de set cordes) i Amoy Ribas (pandero).
[v] - Lamentos, Yamandu Costa (guitarra de set cordes) i Dominguinhos (acordió).
[v] - Lamentos, Luis Barbiero, Juan Perez, Mauricio Guastavino i Ernesto Guardia (2008).
[v] - Lamentos, Rubens Antonio da Silva "Caçulinha" (acordió) acompanyat.
[v] - Os Oito Batutas (Pixinguinha/Benedito Lacerda), Mário Sève e David Ganc (flautes e saxòfons), Márcio Almeida (cavaquinho), Rogério Sousa (guitarra) i Celsinho Silva (pandero i percussió). Show de llançament del llibre de partituras Choro Duetos: Pixinguinha e Benedito Lacerda (21/06/2010).
[v] - Os Oito Batutas, Silvério Pontes (trompeta), Zé da Velha (trombó), Charlles da Costa (guitarra), Alessandro Cardozo (cavaquinho), Netinho Albuquerque (pandero) i Rodrigo Jesus (percussió) (2010).
[a] - Rosa, Baden Powell.
[v] - Rosa, Caetano Veloso (fragment, però bó).
[a] - Rosa (Pixinguinha/Otávio de Souza), Toquinho i Paulinho Ribeira.
[v] - Vou vivendo, Orquestra de Samba (11/11/2007, arranjaments per Curtis Hasselbring).
[a] - Vou vivendo, Orquestra Pixinguinha (arranjaments originals de Pixinguinha).
[t] - Vou vivendo (Pixinguinha/Benedito Lacerda), Álvaro Carrilho (flauta), Maurício Carrilho (guitarra), Luna (pandero), Silvério Pontes (trompeta), Valdir Silva (cavaquinho), Valter Silva (guitarra de set cordes), Waldir (bateria sorda) i Zé da Velha (trombó). Emès a Hoje é dia de choro, TV Manchete, any 1994.
- Interpretacions de Carinhoso:

«Meu coração, não sei por quê / Bate feliz quando te vê / E os meus olhos ficam sorrindo / E pelas ruas vão te seguindo, / Mas mesmo assim foges de mim. / Ah se tu soubesses / Como sou tão carinhoso / E o muito, muito que te quero. / E como é sincero o meu amor, / Eu sei que tu não fugirias mais de mim. / Vem, vem, vem, vem, / Vem sentir o calor dos lábios meus / À procura dos teus. / Vem matar essa paixão / Que me devora o coração / E só assim então serei feliz, / Bem feliz.» João "Braguinha" de Barro.
[a] - Carinhoso (primer enregistrament cantat), Orlando Silva (28/05/1937). Va ser Orlando –"O cantor das multidões", "O rei da voz"– el primer intèrpret d'aquest tema en la seva versió vocal, després que ell mateix hagués demanat a João de Barro que escrigués la lletra (veure anècdotes).
[t] - Carinhoso, Orlando Silva acompanyat per Miranda i el seu Regional. Interpretació i testimoni del cantant (8/10/1973).
[v] - Carinhoso (Pixinguinha/João de Barro), João Gilberto.
[a] - Carinhoso, Elis Regina (1966).
[v] - Carinhoso, Marisa Monte i Paulinho da Viola; [t] - Carinhoso, id. amb breu testimoni de Marisa Monte.
[a] - Carinhoso, Caetano Veloso.
[v] - Carinhoso, Caetano Veloso e Jaques Morelenbaum.
[v] - Carinhoso, Orquestra Brasileira de Música Jamaicana.
[v] - Carinhoso, Maurício Marques Trio.
- Chorando pra Pixinguinha (Toquinho/Vinicius), dedicada al mestre:

Chorando pra Pixinguinha: «Meu velho amigo / Chorão primeiro / Tão Rio antigo / Tão brasileiro // Teu companheiro / Chora contigo / Toda a dor de ter vivido / O que não volta nunca mais / E na emoção deste chorinho carinhoso / Te pede uma bênção de amor e de paz.» 
[a] - Chorando pra Pixinguinha (Toquinho/Vinicius de Moraes)], Vinicius de Moraes i Toquinho.
[v] - Chorando pra Pixinguinha, Osvaldo do Violão (inst. guitarra).
[v] - Chorando pra Pixinguinha, Angelo Franzy e Gabry Duo (inst. dues guitarres).
[v] - Chorando pra Pixinguinha, Zezito do Cavaco (cavaquinho) i Kiko Chaves (guitarra) (2009).
[a] - Chorando pra Pixinguinha, Waldir Azevedo i acompanyants.
[v] - Chorando pra Pixinguinha, Paulinho do Cavaco)(cavaco solo), Fausto Reis (cavaco centro), Reinaldo de Vito (guitarra de set cordes) i Osmar Baroni (pandero). A la Choperia do Mário.
[v] - Chorando pra Pixinguinha (Toquinho V. de Moraes), Daniel Guarulhos (17/03/2011).
[v] - Chorando pra Pixinguinha, Alan Hay (cavaquinho solista), Prof. Fernando Pereira (guitarra de set cordes), Daniel Daddad (cavaquinho), Leandro (tamborí) i Lucas Delazana (pandero).
[v] - Chorando pra Pixinguinha, Fausto Reis (cavaquinho) i Reinaldo de Vito (guitarra de set cordes), ft. Pernambuco do Pandeiro. En un bar.
[v] - Chorando pra Pixinguinha, Odivan Bezerra (guitarra) i K-nôn ("capseta de llavors"). En un bar.
[v] - Chorando pra Pixinguinha, Riccardo Mezzadra e Boccardi Umberto (guitarres acústica i elèctrica).

### Entrevistes
- Pixinguinha, a casa seva, mostra el barracão on es reunien els amics músics, les ampolles buides i el seu saxòfon; caminant per un carrer de Rio explicant vivències; a casa seva tocant el piano acompanyat a la veu amb la seva esposa, que para la taula i dinen. També filmacions a un escenari amb Benedito Lacerda i un regional no identificat interpretant Carinhoso i 1 x 0 Video
- Pixinguinha, en pijama, mostra on escriu i el seu piano a casa seva (versió curta, la completa a sota) i, a continuació, la filmació d'una interpretació de Carinhoso, amb ell tocant el saxòfon, Benedito Lacerda la flauta i un conjunt regional. Video
- Entrevistes filmades a diferents músics –Jobim, Vinicius...– parlant de Pixinguinha, i l'artista, en pijama, mostra la seva casa (al minut 4:30). Video
- Filmació de Pixinguinha, Baden Powell e João da Baiana, interpretant Lamentos a un jardi privat Video
- "Pixinguinha e a Velha Guarda do Samba" (2004), entrevista a Thomas Farkas autor d'una pel·lícula, rodada el 1954, amb Pixinguinha ballant i interpretant amb altres músics. Video
- Farkas, Thomas. «Turma do Choro» (vídeo), 1931., filmat amb músics a l'escenari ballant i sonant Patrão, prenda seu gado de João da Baiana, Donga i Pixinguinha
- Filmació d'una interpretació de 1x0 de Pixinguinha, Benedito Lacerda i Nelson Angelo en un enregistrament dels anys 50. Video
- Fotografies i caricatures de Pixinguinha, els seus acompanyants, cartells d'actuacions... Tot a ritme de Carinhoso amb la veu d'Orlando Silva. Presentació
- Més imatges de Pixinguinha i companyia; sonant la interpretació –any 2000– de Ingênuo pels xoristes Zequinha (percussió), Lúcio (cavaquinho) i Luizinho (guitarra). Presentació
- Vinicius i Toquinho Chorando pra Pixinguinha; amb imatges de diverses èpoques de Rio de Janeiro Video